# Список епізодів телесеріалу «Пан Робот»
Це список епізодів телесеріалу «Пан Робот» — американського серіалу, створеного Семом Есмейлом. Його головний герой Еліот Олдерсон, інженер кібербезпеки та хакер, страждає від соціофобії та клінічної депресії. Анархіст на ім'я Пан Робот пропонує Олдерсону долучитися до групи активістів, метою якої є знищення всіх грошових боргів шляхом здійснення атак на корпорацію E Corp.
Прем'єра пілотного епізоду відбулася 27 травня 2015 року. 16 серпня 2016 року серіал продовжено на третій сезон, що вийде 2017 року. 21 вересня 2016 року вийшов 22-й епізод серіалу, що завершив другий сезон.

## Сезон 1 (2015)
Назва кожного епізоду першого сезону форматована як назва комп'ютерного файлу з розширенням, що відповідає певному формату відеофайлів, наприкінці.
| № | #  | Назва                         | Режисер           | Сценарист      | Показ у США    |
| --- | -- | ----------------------------- | ----------------- | -------------- | -------------- |
| 1 | 1  | «eps1.0_hellofriend.mov»      | Нільс Арден Оплев | Сем Есмейл     | 24 червня 2015 |
| Сумнозвісний хакер цікавиться інженером з кібербезпеки і комп’ютерним хакером Еліотом. «Зло-корп» зламано.                                                    |    |                               |                   |                |                |
| 2 | 2  | «eps1.1_ones-and-zer0es.mpeg» | Сем Есмейл        | Сем Есмейл     | 1 липня 2015   |
| Еліот розривається між пропозицією про роботу від «Зло-корпу» та приєднанням до хакерської групи «усрсуспільство».                                            |    |                               |                   |                |                |
| 3 | 3  | «eps1.2_d3bug.mkv»            | Джим Маккей       | Сем Есмейл     | 8 липня 2015   |
| Еліот намагається жити нормальним життям, але не може втекти від «усрсуспільства». Тим часом Ґідеон починає щось підозрювати, а Тайрел грає у брудні ігри.    |    |                               |                   |                |                |
| 4 | 4  | «eps1.3_da3m0ns.mp4»          | Ніша Ґанатра      | Адам Пенн      | 15 липня 2015  |
| Еліот відмовляється від морфіну і переживає ломку з галюцинаціями про своє життя. Анжела ступає на незвіданий для себе шлях.                                  |    |                               |                   |                |                |
| 5 | 5  | «eps1.4_3xpl0its.wmv»         | Джим Маккей       | Девід Айзерсон | 22 липня 2015  |
| «Усрсуспільство» намагається проникнути у «Сталеву Гору», найзахищенішу установу Америки.                                                                     |    |                               |                   |                |                |
| 6 | 6  | «eps1.5_br4ve-trave1er.asf»   | Дебора Чоу        | Кайл Бредстріт | 29 липня 2015  |
| Еліот намагається витягти Веру з в’язниці, щоб урятувати близьку людину. «Гра» Тайрела ускладнюється. Анжела занурюється у смерть своєї матері.               |    |                               |                   |                |                |
| 7 | 7  | «eps1.6_v1ew-s0urce.flv»      | Сем Есмейл        | Кейт Еріксон   | 5 серпня 2015  |
| Еліот сумує за Шейлою. Анжела домовляється з Колбі. Шерон Ноулз стикається з Тайрелом.                                                                        |    |                               |                   |                |                |
| 8 | 8  | «eps1.7_wh1ter0se.m4v»        | Крістоф Шреве     | Рендольф Леон  | 12 серпня 2015 |
| «Олсейф» зламано. Еліот зустрічається з Білою Ружею. Тайрела допитує поліція. Еліот згадує, хто він насправді.                                                |    |                               |                   |                |                |
| 9 | 9  | «eps1.8_m1rr0r1ng.qt»         | Тріша Брок        | Сем Есмейл     | 19 серпня 2015 |
| Еліот мусить подолати виклики минулого і звикнути до віднайденої родини.                                                                                      |    |                               |                   |                |                |
| 10 | 10 | «eps1.9_zer0-day.avi»         | Сем Есмейл        | Сем Есмейл     | 2 вересня 2015 |
| Ще одне важливе відкриття Еліота стосовно його родини та «усрсуспільства». Світ починає стискатися навколо Тайрела, а до Анжели приходить несподіваний гість. |    |                               |                   |                |                |

## Сезон 2 (2016)
Назва кожного епізоду другого сезону форматована як назва комп'ютерного файлу з розширенням, що відповідає певному формату шифрованих файлів.
| № | #  | Назва                       | Режисер    | Сценарист                     | Показ у США     |
| --- | -- | --------------------------- | ---------- | ----------------------------- | --------------- |
| 11 | 1  | «eps2.0_unm4sk-pt1.tc»      | Сем Есмейл | Сем Есмейл                    | 13 липня 2016   |
| 09.05 змінило світ. Еліот замкнувся. |    |                             |            |                               |                 |
| 12 | 2  | «eps2.0_unm4sk-pt2.tc»      | Сем Есмейл | Сем Есмейл                    | 13 липня 2016   |
| Анжела знаходить щастя у «Зло-корпі»; «усрсуспільство» вимагає платню. |    |                             |            |                               |                 |
| 13 | 3  | «eps2.1_k3rnel-pan1c.ksd»   | Сем Есмейл | Сем Есмейл                    | 20 липня 2016   |
| Еліот присягається здолати Пана Робота; Анжела зазирає за лаштунки «Зло-корпу»; «усрсуспільство» здіймає хвилю.                                                                               |    |                             |            |                               |                 |
| 14 | 4  | «eps2.2_init_1.asec»        | Сем Есмейл | Сем Есмейл                    | 27 липня 2016   |
| Еліот здружується з Реєм, сподіваючись нарешті стерти Пана Робота; Домінік робить відкриття; Дарлін вагається, що є більшою загрозою – ФБР чи Темна Армія.                                    |    |                             |            |                               |                 |
| 15 | 5  | «eps2.3_logic-b0mb.hc»      | Сем Есмейл | Кайл Бредстріт                | 3 серпня 2016   |
| Еліот не може вийти з гри; Домінік та ФБР їдуть у Китай розслідувати злам; Джоану переслідують привиди; Дарлін просить Анжелу про допомогу.                                                   |    |                             |            |                               |                 |
| 16 | 6  | «eps2.4_m4ster-s1ave.aes»   | Сем Есмейл | Адам Пенн                     | 10 серпня 2016  |
| Пан Робот намагається показати Еліоту, що він може бути корисним. У Дарлін і Анжели не все йде за планом.                                                                                     |    |                             |            |                               |                 |
| 17 | 7  | «eps2.5_h4ndshake.sme»      | Сем Есмейл | Сем Есмейл                    | 17 серпня 2016  |
| Пан Робот і Еліот намагаються не сваритися. «усрсуспільство» випускає відео на честь Дядечка Сема. Дарлін реалізовує давню мрію.                                                              |    |                             |            |                               |                 |
| 18 | 8  | «eps2.6_succ3ss0r.p12»      | Сем Есмейл | Кортні Луні                   | 24 серпня 2016  |
| Після нового витоку від «усрсуспільства» Домінік намагається врятувати розслідування ФБР; Анжела захищає свою кар’єру; Дарлін усвідомлює, що коло людей, яким вона може довіряти, звужується. |    |                             |            |                               |                 |
| 19 | 9  | «eps2.7_init_5.fve»         | Сем Есмейл | Кайл Бредстріт і Люсі Тейтлер | 31 серпня 2016  |
| Анжела хоче більшого від «Зло-корпу»; відданість Темної Армії під питанням; Еліот і Дарлін шукають відповіді.                                                                                 |    |                             |            |                               |                 |
| 20 | 10 | «eps2.8_h1dden-pr0cess.axx» | Сем Есмейл | Кор Адана і Рендольф Леон     | 7 вересня 2016  |
| Еліот починає сумніватися, чи Пан Робот не брехав йому; Дарлін намагається вчинити правильно; Домінік і ФБР уже близько.                                                                      |    |                             |            |                               |                 |
| 21 | 11 | «eps2.9_pyth0n-pt1.p7z»     | Сем Есмейл | Сем Есмейл                    | 14 вересня 2016 |
| Нове знайомство Анжели; Домінік усвідомлює, що копнула занадто глибоко; давній друг відкриває Еліоту правду.                                                                                  |    |                             |            |                               |                 |
| 22 | 12 | «eps2.9_pyth0n-pt2.p7z»     | Сем Есмейл | Сем Есмейл                    | 21 вересня 2016 |
| Дарлін розуміє, що конкретно вляпалася; давній знайомий відкриває Еліоту правду. |    |                             |            |                               |                 |